# Carlo Chendi
Carlo Chendi, né le 10 juillet 1933 à Ostellato (province de Ferrare, Émilie-Romagne) et mort le 12 septembre 2021 à Rapallo (ville métropolitaine de Gênes, Ligurie), est un scénariste italien de bandes dessinées, connu pour être l'un des plus prolifiques auteurs italiens de bandes dessinées Disney.

## Biographie
Angelo Carlo Chendi naît à Ostellato, dans la province de Ferrare, le 10 juillet 1933. À l'âge de 14 ans, il déménage avec sa famille à Rapallo, en Ligurie, où il se lie d'amitié avec le jeune Luciano Bottaro, son aîné de quelques années, qui partage sa passion des bandes dessinées et des dessins animés. En 1952, il entame sa carrière de scénariste de bandes dessinées au périodique Gaie Fantasie, des éditions Alpe (it). Deux ans plus tard, il écrit sa première histoire Disney pour l'éditeur Mondadori : Le miniere di re… Paperone,, dessinée par son ami Bottaro et parue dans le périodique Albi d'Oro no 39 du 26 septembre 1954. C'est le début d'une collaboration de dix ans avec Mondadori, pour lequel Chendi conçoit de nombreux récits à destination du magazine Topolino, souvent en tandem avec Bottaro. En 1968, il cofonde avec ce dernier et Giorgio Rebuffi le studio Bierrecì (dont le nom est formé à partir de leurs trois patronymes, Bottaro, Rebuffi et Chendi), première expérience italienne d'auto-production de bandes dessinées.
Créateur prolifique, considéré comme un pilier de l'« école de Rapallo (it) », Chendi se distingue par son penchant pour la parodie d’œuvres et de genres célèbres : son premier grand succès, Contre le diabolique docteur Faust (Il dottor Paperus, 1958), s'inspire ainsi du Faust de Goethe. Suivront le remarqué Donald et l'île au trésor (Paperino e l'isola del tesoro, 1959), Donald le paladin (Paperino il Paladino, 1960) — dont le parler médiéval comique inspirera quelques années plus tard les films L'Armée Brancaleone (1966) et Brancaleone s'en va-t'aux croisades (1970) de Mario Monicelli —, Donald Baba (Paperin Babà, 1961), Le Tour du monde en huit jours (Paperino e il giro del mondo in otto giorni, 1961), ou encore La Fusée de la fortune (Paperino e il razzo interplanetario, 1960) où il réutilise le personnage de Rebo, héros de science-fiction des années 1930. S'il collabore le plus souvent avec Bottaro, il écrit également pour d'autres grands dessinateurs Disney : avec Giovan Battista Carpi, il réalise en 1966 Mission Dog Finger (Paperino missione Bob Fingher), dont le titre renvoie au film de James Bond Goldfinger, et avec Romano Scarpa, il écrit seize histoires, dont la plus connue est Oncle Picsou et l'amulette sur mesure (Zio Paperone e l'amuleto su misura, 1962) qui fait apparaître Oscar, le cousin porte-malheur de Picsou.
Chendi enrichit l'univers disneyen de plusieurs autres personnages, dont certains passeront à la postérité : Œufray Bougar (Umperio Bogarto, créé graphiquement par Giorgio Cavazzano), détective privé pastichant Humphrey Bogart dans son nom, son costume et son comportement ; la sorcière Carabosse (Nocciola), qu'il reprend d'une histoire de Carl Barks pour l'opposer à Dingo dans une série d'histoires où elle tente de le convaincre de la réalité de ses pouvoirs magiques ; et OK Quack (également créé graphiquement par Giorgio Cavazzano), un canard extraterrestre égaré sur Terre et dont la soucoupe volante miniaturisée est cachée parmi les pièces du dépôt de Picsou.
En parallèle de ses activités pour Topolino, Chendi scénarise également d'autres séries, dont certaines seront publiées avec succès en France. Avec Bottaro, il travaille notamment sur le pirate Pépito, le champignon Pon-Pon, le souverain Redipicche, les « Post-historiques » de la préhistoire, et le duo formé par l'ours alcoolique Whisky et le chasseur Gogo. Dans les années 1970, sous le pseudonyme de Charles Ross, il conçoit par ailleurs quelques romans-photos. En 1972, avec ses deux comparses Bottaro et Rebuffi, il fonde l'Exposition internationale des auteurs de bande dessinée, organisée chaque année au château de Rapallo. Il en tient seul les rênes à partir des années 1990. La 32e édition de l'événement, en 1994, est consacrée à Carl Barks, que Chendi accueille en Italie dans le cadre de sa tournée européenne.
En 1997, Chendi interrompt son activité de scénariste. Sa dernière histoire pour Topolino, Paperino e il robot guardia del corpo, est publiée le 5 mars 2002. À partir de 2006, il laisse l'organisation de l'Exposition internationale des auteurs de bande dessinée à l'association culturelle « Rapalloonia ! », qu'il préside jusqu'en 2013 avant de céder la main à Davide G. G. Caci. Cette même année, il publie sa dernière histoire Disney, Pippo scudiero della tavola rotonda, son ultime confrontation entre Dingo et Carabosse. Il reste président d'honneur de l'association « Rappaloonia ! » jusqu'à sa mort, le 12 septembre 2021, à l'âge de 88 ans.

### Base INDUCKS
1. ↑  « Le miniere di re… Paperone », sur Inducks (consulté le 14 septembre 2021)
2. ↑  « Il dottor Paperus », sur Inducks (consulté le 14 septembre 2021)
3. ↑  « Paperino e l'isola del tesoro », sur Inducks (consulté le 14 septembre 2021)
4. ↑  « Paperino il Paladino », sur Inducks (consulté le 14 septembre 2021)
5. ↑  « Paperin Babà », sur Inducks (consulté le 14 septembre 2021)
6. ↑  « Paperino e il giro del mondo in otto giorni », sur Inducks (consulté le 14 septembre 2021)
7. ↑  « Paperino e il razzo interplanetario », sur Inducks (consulté le 14 septembre 2021)
8. ↑  « Paperino missione Bob Fingher », sur Inducks (consulté le 14 septembre 2021)
9. ↑  « Zio Paperone e l'amuleto su misura », sur Inducks (consulté le 14 septembre 2021)
10. ↑  « Œufray Bougar », sur Inducks (consulté le 14 septembre 2021)
11. ↑  « La sorcière Carabosse », sur Inducks (consulté le 14 septembre 2021)
12. ↑  « Paperino e il robot guardia del corpo », sur Inducks (consulté le 14 septembre 2021)
13. ↑  « Pippo scudiero della tavola rotonda », sur Inducks (consulté le 14 septembre 2021)

### Autres
1. 1 2 3 4 5 6 7 8  (it) « Si è spento il ferrarese Carlo Chendi, uno dei più famosi fumettisti Disney », sur estense.com, 13 septembre 2021 (consulté le 14 septembre 2021)
2. 1 2 3 4 5 6  (it) « Addio a Carlo Chendi, storico sceneggiatore della Disney », sur genovatoday.it, 13 septembre 2021 (consulté le 14 septembre 2021)
3. 1 2 3 4 5 6 7 8  (it) « È morto il fumettista Disney Carlo Chendi », sur fumettologica.it, 12 septembre 2021 (consulté le 14 septembre 2021)